# Malonsäuredinitril
Malonsäuredinitril, auch Propandinitril, ist eine chemische Verbindung aus der Stoffklasse der Nitrile mit der Formel CH2(CN)2. Malonsäuredinitril ist relativ sauer mit einem pKs-Wert von 11 in Wasser. Daher kann Malonsäuredinitril in einer Knoevenagel-Kondensation reagieren, zum Beispiel zur Herstellung von 2-Chlorbenzyliden-malonsäuredinitril.

## Gewinnung und Darstellung
Malonsäuredinitril kann aus Chlorcyanoacetylen und Ammoniak hergestellt werden. Im großtechnischen Maßstab wird Malonsäuredinitril bei der Umsetzung von Acetonitril mit Chlorcyan bei über 700 °C hergestellt.
Andere Möglichkeiten zur Herstellung gehen von (2-Cyano-N-alkoxy)-acetimidoylhalogeniden aus, wobei ebenfalls Temperaturen zwischen 500 und 1000 °C benötigt werden.

## Eigenschaften
Malonitril ist ein brennbarer farbloser Feststoff, der leicht löslich in Wasser ist. Er zersetzt sich ab einer Temperatur von 130 °C, wobei Cyanwasserstoff, Stickstoffoxide, Kohlenmonoxid und Kohlendioxid entstehen und eine Explosion möglich ist. Die mittels DSC bestimmte Zersetzungswärme beträgt −108 kJ·mol−1 bzw. −1650 kJ·kg−1. Bei niedrigeren Temperaturen kann es bei Kontakt mit starken Basen zu einer heftigen Polymerisation kommen, die ebenfalls explosionsartig verlaufen kann.

## Verwendung
In der Chemie ist Malonsäuredinitril ein Ausgangsmaterial für die Gewald-Reaktion, in welcher das Nitril mit einem Keton oder Aldehyd in Gegenwart von elementarem Schwefel und einer Base zu 2-Aminothiophenen kondensiert. Weiterhin spielt Malonsäuredinitril eine wichtige Rolle bei der Synthese einer Vielfalt von pharmazeutischen und agrochemischen Wirkstoffen.
Malonsäuredinitril ist ein Edukt für die Gewinnung von CS-Gas.

## Externe Links zu erwähnten Verbindungen
1. ↑  Externe Identifikatoren von bzw. Datenbank-Links zu Chlorcyanoacetylen:  CAS-Nr.: 2003-31-8, PubChem: 137277, Wikidata: Q83043883.
2. ↑  Externe Identifikatoren von bzw. Datenbank-Links zu 2-Aminothiophen:  CAS-Nr.: 616-46-6, PubChem: 97373, Wikidata: Q83085357.